# Březová (Uherské Hradiště-i járás)
Březová település Csehországban, a Uherské Hradiště-i járásban. Březová Lopeník, Strání, Bánov és Suchá Loz településekkel határos. Lakosainak száma 985 fő (2024. január 1.).

## Népesség
A település lakosságának változását az alábbi diagram mutatja:
| Lakosok száma | 778  | 749  | 1080 | 1218 | 1238 | 1131 | 1003 | 999  | 977  | 985  |
|               | 1869 | 1890 | 1921 | 1950 | 1980 | 2001 | 2017 | 2019 | 2022 | 2024 |